# 酒井忠順 (庄内藩)
酒井 忠順（さかい ただとし）は、庄内藩酒井家の公子。酒井忠温の庶長子。出羽松山藩5代藩主酒井忠禮の実父。

## 経歴
宝暦2年（1753年）12月、後に庄内藩6代藩主となる酒井忠温の庶長子として江戸に生まれる。
父が正室に為姫（福岡藩主黒田継高の娘）を迎える前の出生のために、為姫の子で嫡出の実弟忠徳の弟とされる。成長すると、庄内藩から2千石を与えられ、江戸に居住した。21人もの子沢山で、暮らし向きに困窮してたびたび、藩主の忠徳から金品の援助を受けた。
寛政5年（1793年）12月、次男忠質が、旗本酒井忠敬の養子となる。寛政6年（1794年）4月、長男忠禮が、松山藩4代藩主忠崇の婿養子となり、寛政10年（1798年）11月に藩主となる。
文政7年（1824年）死去。享年70。
天保13年(1842年) 、酒井右京、松平舎人、酒井奥之助ら家老が、藩主忠発を廃立し、忠順の孫（忠質の子）忠明を新藩主とする企てが発覚した。忠明は松山藩に送られ幽閉された。